# Adesione dell'Ucraina all'Unione europea
L'adesione dell'Ucraina all'Unione europea è il processo che dovrebbe portare il paese ex-sovietico a diventare stato membro dell'Unione europea. L'iter è stato avviato dalla richiesta di adesione presentata dall'Ucraina il 28 febbraio 2022 e dovrebbe concludersi, una volta soddisfatti i criteri di Copenaghen verificati nel corso di appositi negoziati, con la firma di un trattato d'adesione. Nel contesto ucraino questo processo ha assunto un significato che va ben al di là delle usuali considerazioni economiche tipiche di altri paesi candidati, per via delle tensioni con la vicina Russia e con le minoranze linguistiche russe.
L'adesione è considerata un traguardo fondamentale da raggiungere tra molti dei maggiori esponenti politici come gli ex Presidenti Porošenko e Juščenko, mentre ogni avvicinamento all'Europa invece è stato di fatto ostacolato dai politici filorussi, come l'ex presidente Viktor Janukovyč.
Nel marzo 2016, il presidente della Commissione europea Jean-Claude Juncker ha dichiarato che ci vorranno almeno 20-25 anni affinché l'Ucraina aderisca all'UE e alla NATO.
Attualmente, la nazione è membro della Politica europea di vicinato e ha lo status di candidato ufficiale all'ingresso nell'Unione europea.

## Politiche ucraine
Diverse fazioni politiche in Ucraina sono a favore dell'adesione all'UE e allo sviluppo di legami con l'Europa occidentale.
La rivoluzione arancione del 2004 ha migliorato le relazioni tra UE e Ucraina: il leader dell'opposizione Viktor Juščenko promise che avrebbe fatto pressioni affinché l'UE stringesse relazioni con l'Ucraina e descrisse un piano di quattro punti: il riconoscimento dell'Ucraina come economia di mercato, l'entrata nell'Organizzazione Mondiale del Commercio, la condizione di membro associato dell'Unione europea e infine la condizione di membro a tutti gli effetti. In modo simile, il governo dell'Ucraina ha chiesto a Bruxelles di fornire all'Ucraina un chiaro prospetto necessario per divenire stato membro, affermando che «il piano di azione approvato riflette solamente il livello delle relazioni Ucraina-UE che avremmo potuto raggiungere prima delle elezioni presidenziali del 2004».
Nel biennio 2013-2014, nonostante un raffreddamento dei rapporti dopo la mancata firma dell'accordo di associazione con l'UE da parte del presidente Janukovyč, dovuto principalmente a pesanti pressioni esercitate dalla Russia, il nuovo governo ad interim post-Euromaidan ha subito dichiarato di voler procedere all'integrazione europea.

## Politiche europee
Alcuni nell'UE sono dubbiosi riguardo alle prospettive per l'Ucraina. Nel 2002, il Commissario per l'Espansione dell'Unione Günter Verheugen disse che "una prospettiva europea" per l'Ucraina non significa necessariamente l'ingresso entro 10 o 20 anni; l'adesione è solo una possibilità.
Il 13 gennaio 2005 il Parlamento europeo ha quasi unanimemente (467 voti a favore e 19 contro) approvato una mozione che stabilisce il desiderio del Parlamento di instaurare stretti rapporti con l'Ucraina in vista di una possibilità di ingresso nell'Unione. Anche se la strada è ancora lunga prima dei negoziati riguardo all'ingresso, la Commissione europea ha stabilito che future candidature non saranno escluse. Viktor Juščenko ha risposto affermando la sua intenzione di inviare una relazione, insieme alla Comunità degli Stati Indipendenti per assicurare che l'integrazione nell'UE è possibile e, se non lo fosse, egli la renderebbe possibile. Diversi leader europei hanno già dato il loro sostegno a più stretti rapporti economici con l'Ucraina, ma non si sono dimostrati subito disponibili all'ingresso nell'Unione europea. Il 21 marzo 2005, il Ministro degli Esteri polacco Adam Daniel Rotfeld disse che la Polonia sosterrà, in ogni modo, il desiderio dell'Ucraina di integrarsi nell'UE, di raggiungere lo status di economia di mercato e di unirsi all'Organizzazione Mondiale del Commercio. Aggiunse anche: «Attualmente, bisognerebbe iniziare a compiere passi concreti verso l'integrazione invece di perdere tempo in discussioni riguardo all'integrazione». Tre giorni dopo, un sondaggio condotto nei sei maggiori Paesi dell'UE ha mostrato che gli europei sarebbero più favorevoli ad accettare l'Ucraina come futuro membro dell'UE piuttosto che ogni altro Paese che attualmente si trova nella condizione di candidato ufficiale.
Nell'ottobre 2005 il Presidente della Commissione José Manuel Durão Barroso affermò che il futuro dell'Ucraina è all'interno dell'UE. Il 9 novembre 2005, tuttavia, la Commissione europea suggerì che l'attuale agenda di allargamento dell'Unione (con l'accesso di Croazia e altri Paesi dell'ex Jugoslavia) potrebbe bloccare la possibilità di un futuro accesso di Ucraina, Bielorussia e Moldavia. Il Commissario Olli Rehn ha notato che l'UE dovrebbe evitare la super-espansione, aggiungendo che l'attuale agenda di allargamento è già abbastanza fitta.

## Cronologia
Un meeting Ucraina-UE si è tenuto nell'aprile 2004, alla vigilia del più recente allargamento dell'Unione europea del 1º maggio 2004; la riunione voleva cercare di comprendere le aspirazioni dell'Ucraina all'Europa quando i ministri europei non concedevano lo status di economia di mercato all'Ucraina; questo comunque avvenne prima del successo della rivoluzione arancione.
Per la prima volta, l'Ucraina presumibilmente svilupperà relazioni con l'UE, essendo sostenuta dalle principali forze politiche della Polonia e degli altri membri UE che presentano forti legami storici con l'Ucraina (attraverso la Confederazione polacco-lituana).
Nel marzo 2007 l'UE e l'Ucraina hanno iniziato le trattative per un nuovo "maggiore accordo" che istituirebbe una zona di libero commercio e una relazione più stretta nelle questioni della politica energetica. L'Unione europea è più scettica per un accordo ufficiale per la candidatura a membro da parte dell'Ucraina. Il commissario dell'UE Benita Ferrero-Waldner ha affermato che l'UE e l'Ucraina hanno progettato un accordo che sarà basato sul PKA.
Il 27 giugno 2014, il nuovo presidente Porošenko firma un accordo di libero scambio con l'Unione europea a Bruxelles.
16 settembre 2014 la Verchovna Rada ha approvato il progetto di legge sulla ratifica dell'accordo di associazione tra l'Ucraina e l'Unione europea, che lo stesso giorno è stato firmato dal presidente Petro Porošenko.
Il 6 aprile 2016 nei Paesi Bassi si è svolto un referendum consultivo (il cui esito, avendo esso superato il quorum del 30%, il governo olandese si è impegnato a rispettare) sull'accordo: il NO ha prevalso col 61,1% dei suffragi. Alla luce del risultato del referendum, il governo olandese condusse negoziati con gli altri esecutivi degli Stati UE, così da riscrivere la proposta per rimuovere i potenziali motivi di obiezione all'adesione ucraina. Nel dicembre 2016, il Consiglio europeo produsse la nuova versione del trattato.
Nel febbraio 2019 la Verchovna Rada ha modificato la Costituzione, introducendo espliciti riferimenti all'adesione del Paese all'Unione europea e alla NATO.: nel preambolo sono state richiamate "l'identità europea del popolo ucraino e l'irreversibilità del corso europeo ed euro-atlantico dell'Ucraina"; l'art. 102 ha riconosciuto nel capo dello Stato "il garante dell'attuazione del corso strategico dello Stato per acquisire la piena adesione all'Unione europea e all'Organizzazione del Trattato del Nord Atlantico".
Il 28 febbraio 2022, durante l'invasione russa dell'Ucraina, il presidente della Repubblica Volodymyr Zelens'kyj ha firmato la richiesta di adesione all'Unione europea. Il 1º marzo il Parlamento europeo ha approvato, a larga maggioranza, una risoluzione in cui «invita le istituzioni europee ad adoperarsi per concedere all'Ucraina lo status di paese candidato all'adesione all'UE, in linea con l'articolo 49 del trattato sull'Unione europea».
Nel marzo 2022, il Comitato dei rappresentanti permanenti ha invitato la Commissione a presentare un parere sulla domanda di ammissione. All'esito positivo di tale procedimento, avranno inizio i negoziati per l'adesione. Dopo l'invasione russa dell'Ucraina, il sostegno all'adesione all'UE è salito a un record del 91%. Nei primi giorni della grande guerra russo-ucraina c'è stato un aumento dal 68% all'86%, poi ha continuato a crescere e alla fine di marzo è del 91%, un record assoluto per tutti gli anni di ricerca.
Il 17 giugno 2022 la Commissione europea ha pubblicato il proprio parere favorevole alla concessione dello status di candidato ufficiale all'Ucraina e alla Moldavia e il 23 giugno 2022 a Bruxelles il Consiglio europeo ha concesso lo status di candidato all'ingresso nell'Unione europea per questi due stati.
Nel rapporto sull'allargamento del 2023, pubblicato l'8 novembre, la Commissione europea ha raccomandato di avviare i negoziati d'adesione con l'Ucraina e la Moldavia. Facendo seguito a tale raccomandazione, il 14 dicembre 2023 il Consiglio europeo ha deciso di avviare i negoziati d'adesione con l'Ucraina e la Moldavia. Il 25 giugno 2024 si è tenuta a Bruxelles la prima conferenza intergovernativa di apertura dei negoziati di adesione.

## Progresso dei negoziati
| Capitoli dell'acquis                                             | Situazione attuale                    | Inizio Screening | Completamento Screening | Apertura Capitolo | Chiusura Capitolo |
| ---------------------------------------------------------------- | ------------------------------------- | ---------------- | ----------------------- | ----------------- | ----------------- |
| 1. Libertà di circolazione delle merci                           | Molto difficile da adottare           | 03-03-2025       | 06-03-2025              |                   |                   |
| 2. Libertà di circolazione dei lavoratori                        | Necessari ulteriori sforzi            | 19-11-2024       | 19-11-2024              |                   |                   |
| 3. Diritto di stabilimento/libertà di provvedere ai servizi      | Necessari ulteriori sforzi            | 21-11-2024       | 22-11-2024              |                   |                   |
| 4. Libera circolazione dei capitali                              | Necessari ulteriori sforzi            | 20-11-2024       | 20-11-2024              |                   |                   |
| 5. Appalti pubblici                                              | Notevoli sforzi necessari             | 08-07-2024       | 09-07-2024              |                   |                   |
| 6. Diritto societario                                            | Notevoli sforzi necessari             | 13-03-2025       | 13-03-2025              |                   |                   |
| 7. Diritto alla proprietà intellettuale                          | Molto difficile da adottare           | 10-12-2024       | 11-12-2024              |                   |                   |
| 8. Competitività                                                 | Molto difficile da adottare           | 27-01-2025       | 29-01-2025              |                   |                   |
| 9. Servizi finanziari                                            | Necessari ulteriori sforzi            | 13-02-2025       | 14-02-2025              |                   |                   |
| 10. Società dell'informazione/Media                              | Notevoli sforzi necessari             | 31-03-2025       | 01-04-2025              |                   |                   |
| 11. Agricoltura/Sviluppo rurale                                  | Notevoli sforzi necessari             | 08-09-2025       | 10-09-2025              |                   |                   |
| 12. Sicurezza alimentare/Politica veterinaria e fitosanitaria    | Notevoli sforzi necessari             | 15-09-2025       | 19-09-2025              |                   |                   |
| 13. Pesca                                                        | Senza attesa di grandi difficoltà     |                  |                         |                   |                   |
| 14. Politica dei trasporti                                       | Notevoli sforzi necessari             | 24-06-2025       | 27-06-2025              |                   |                   |
| 15. Energia                                                      | Notevoli sforzi necessari             | 08-07-2025       | 09-07-2025              |                   |                   |
| 16. Tassazione                                                   | Notevoli sforzi necessari             | 05-06-2025       | 06-06-2025              |                   |                   |
| 17. Economia/Politica monetaria                                  | Senza attesa di grandi difficoltà     | 04-06-2025       | 04-06-2025              |                   |                   |
| 18. Statistiche                                                  | Senza attesa di grandi difficoltà     | 11-11-2024       | 12-11-2024              |                   |                   |
| 19. Politica sociale/Occupazione                                 | Notevoli sforzi necessari             | 24-03-2025       | 25-03-2025              |                   |                   |
| 20. Impresa/Politica industriale                                 | Senza attesa di grandi difficoltà     | 28-04-2025       | 29-04-2025              |                   |                   |
| 21. Reti transeuropee                                            | Senza attesa di grandi difficoltà     | 24-06-2025       | 09-07-2025              |                   |                   |
| 22. Politica regionale/Coordinamento degli strumenti strutturali | Notevoli sforzi necessari             |                  |                         |                   |                   |
| 23. Magistratura/Diritti fondamentali                            | Notevoli sforzi necessari             | 17-09-2024       | 17-09-2024              |                   |                   |
| 24. Giustizia/Libertà/Sicurezza                                  | Notevoli sforzi necessari             | 23-10-2024       | 25-10-2024              |                   |                   |
| 25. Scienza/Ricerca                                              | Senza attesa di grandi difficoltà     | 14-03-2025       | 14-03-2025              |                   |                   |
| 26. Educazione/Cultura                                           | Senza attesa di grandi difficoltà     | 30-04-2025       | 30-04-2025              |                   |                   |
| 27. Ambiente                                                     | Totalmente incompatibile con l'acquis | 16-06-2025       | 20-06-2025              |                   |                   |
| 28. Consumatori/Tutela della salute                              | Necessari ulteriori sforzi            | 10-02-2025       | 12-02-2025              |                   |                   |
| 29. Unione doganale                                              | Notevoli sforzi necessari             | 10-04-2025       | 11-04-2025              |                   |                   |
| 30. Relazioni esterne                                            | Senza attesa di grandi difficoltà     | 30-01-2025       | 30-01-2025              |                   |                   |
| 31. Politica estera/Sicurezza/Difesa                             | Senza attesa di grandi difficoltà     | 07-03-2025       | 07-03-2025              |                   |                   |
| 32. Controlli finanziari                                         | Molto difficile da adottare           | 08-10-2024       | 10-10-2024              |                   |                   |
| 33. Disposizioni finanziarie e di bilancio                       | Senza attesa di grandi difficoltà     |                  |                         |                   |                   |
| Progresso                                                        |                                       | 28 su 33         | 28 su 33                | 0 su 33           | 0 su 33           |